# Krzyż Walecznych (film)
Krzyż Walecznych – polski czarno-biały film wojenny z 1958 roku w reżyserii Kazimierza Kutza, zrealizowany według trzech opowiadań Józefa Hena. Film składa się z trzech niezależnych od siebie nowel: Krzyż, Pies i Wdowa. Ich pierwowzory literackie nosiły tytuły: Krzyż Walecznych, Kłopot z psem i Wdowa po Joczysie. Ich akcja toczy się w czasie II wojny światowej lub bezpośrednio po niej. Bohaterami są żołnierze I Armii Wojska Polskiego.
Był to debiutancki film Kazimierza Kutza, który w 1955 roku ukończył studia na Wydziale Reżyserii Państwowej Wyższej Szkoły Filmowej w Łodzi.

## Fabuła

### „Krzyż”
Prostolinijny Franek Socha, przezywany w swej rodzinnej wsi Wyskrobkiem, otrzymuje Krzyż Walecznych za odwagę. Po prawie pięciu latach wojennej tułaczki Franek jedzie na krótki urlop w rodzinne strony. Nie może się doczekać pochwalenia się odznaczeniem, zwłaszcza, że był uważany za fajtłapę i wyśmiewany za pójście do wojska. Na miejscu zastaje pogorzelisko. Od jedynego ocalałego mieszkańca wsi – Bartłomieja Kowala dowiaduje się, że wszystkich wymordowali Niemcy. Po powrocie na front Frankowi odechciewa się jakiejkolwiek walki.  

### „Pies”
Oddział żołnierzy przygarnia do siebie bezpańskiego owczarka niemieckiego. Po drodze biorą dwóch oswobodzonych jeńców obozu koncentracyjnego, kierujących się do Katowic. Tam w psie, nazwanym przez strzelca Sypniewskiego Reks, rozpoznają psa wyszkolonego przez SS do pilnowania jeńców w Oświęcimiu. Kapral Buśko wyzywający Reksa od „hitlerowskich hien” chce się go pozbyć, czemu sprzeciwia się Sypniewski, najmocniej związany z psem. Gdy Sypniewski jest nieobecny z powodu otrzymania zadania bojowego, Buśko i starszy strzelec Florczak wychodzą z Reksem na spacer, by go zabić. Jednak wiedząc, że Reks jako zwierzę nie rozumie ludzkich ideologii, nie mają odwagi go zabić i decydują się jedynie na porzucenie.
Lokacje: Szopienice (ul. Kościuszki, ul. Poniatowskiego, Park Kościuszki).

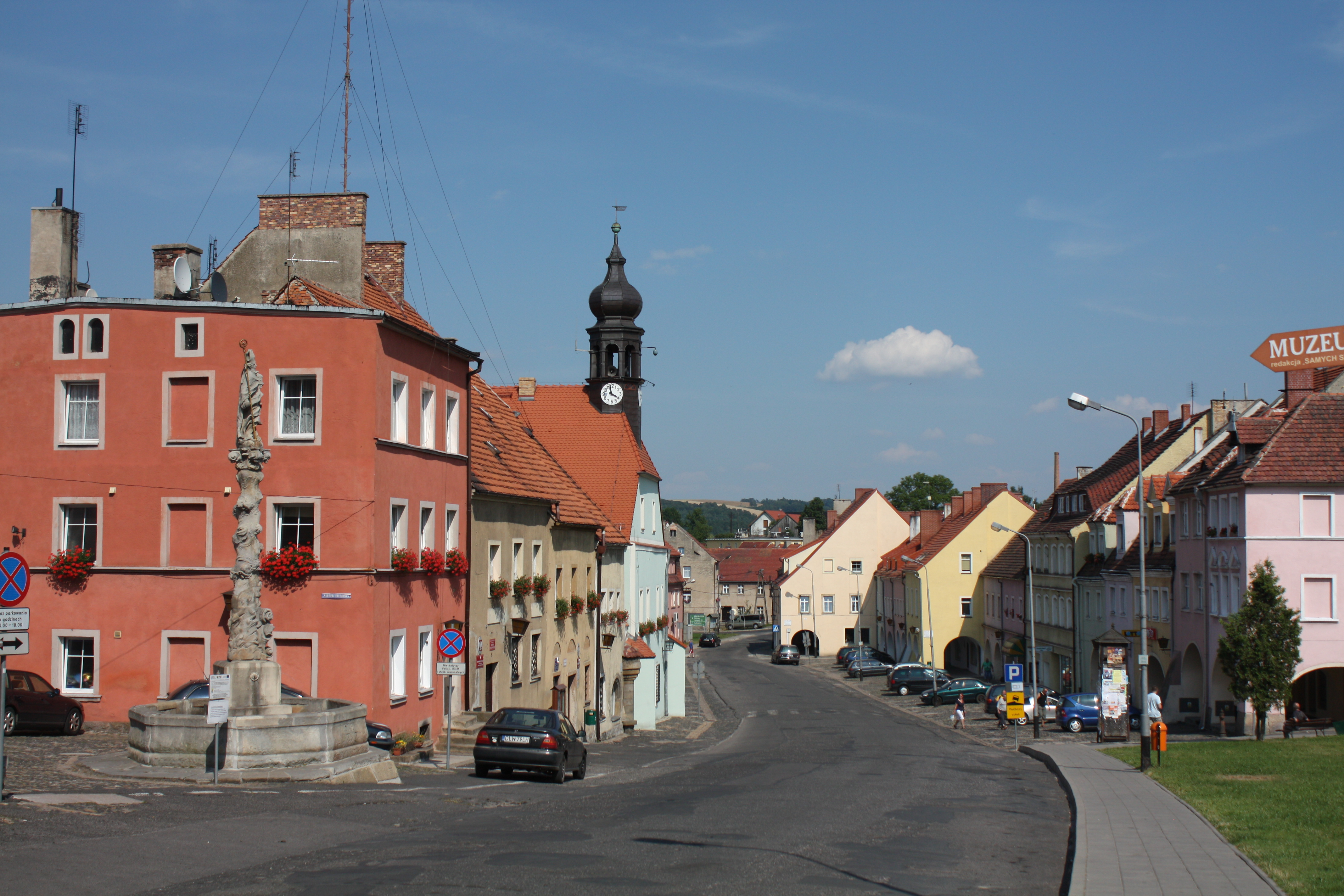
Plac Wolności (Rynek) w centrum Lubomierza, na którym zrealizowano część zdjęć do noweli „Wdowa”

### „Wdowa”
Społeczność miasteczka Luborz na Ziemiach Odzyskanych wita z pompą Małgorzatę Joczysową, wdowę po bohaterskim kapitanie Joczysie (wzorowanym na Józefie Stogrynie), który osiedlił się w tym miejscu. Joczysowa, będąca młodą kobietą, zatrudnia się na poczcie i ani myśli pogrążać się w żałobie po mężu, a także mierzwi ją wiernopoddańcze traktowanie jej przez luborzan. Do Luborza przyjeżdża również tym samym pociągiem warszawski zootechnik Więcek. Pomiędzy nim a Joczysową rodzi się uczucie, co nie podoba się luborzanom, gdyż w ich ocenie Więcek szarga legendę kapitana Joczysa. Porucznik rezerwy Ołdak, służący pod Joczysem, udaje się do Joczysowej z prośbą o uroczystą przemowę podczas nadania domowi kultury imienia jej męża. Kłamie też, że Więcek wyjechał rzekomo na swój ślub. Następnego dnia Ołdak i ksiądz odkrywają, że Joczysowa opuściła Luborz na zawsze.
Sceny do tej noweli kręcone były m.in. w Lubomierzu i okolicach kaplicy św. Anny w Proszówce.

## Obsada
„Krzyż”
- Jerzy Turek – Franek „Wyskrobek” Socha
- Stanisław Milski – chłop Bartłomiej Kowal
- Władysław Dewoyno – żołnierz
- Zygmunt Hobot – czołgista

„Pies”
- Aleksander Fogiel – kpr. Buśko
- Bronisław Pawlik – st. strz. Florczak
- Andrzej May – strz. Sypniewski
- Henryk Hunko – porucznik
- Wojciech Standełło – były więzień obozu koncentracyjnego (nie występuje w napisach)

„Wdowa”
- Grażyna Staniszewska – Małgorzata Joczysowa, wdowa po kapitanie
- Zbigniew Cybulski – zootechnik Tadeusz Więcek
- Jadwiga Hańska – matka Joczysowej
- Adolf Chronicki – por. rezerwy Ołdak
- Bogdan Baer – były kpr., fryzjer Bolesław Petrak
- Halina Buyno-Łoza – luborzanka
- Zenon Burzyński – ksiądz
- Bohdana Majda – Petrakowa
- Zygmunt Molik – narzeczony Petrakowej
- Czesław Piaskowski – st. strzelec Windak
- Tadeusz Ordeyg – kolejarz (nie występuje w napisach)
- Józef Pieracki – luborzanin na zebraniu (nie występuje w napisach)